# 5 Aurigae
5 Aurigae, som är stjärnans Flamsteed-beteckning, är en trippelstjärna i den mellersta delen av stjärnbilden Kusken,. Den har en kombinerad skenbar magnitud på ca 5,95 och är mycket svagt synlig för blotta ögat där ljusföroreningar ej förekommer. Baserat på parallaxmätning inom Hipparcosuppdraget på ca 16,7 mas, beräknas den befinna sig på ett avstånd på ca 195 ljusår (ca 60 parsek) från solen. Den rör sig bort från solen med en heliocentrisk radialhastighet på ca 6 km/s.

## Egenskaper
Primärstjärnan 5 Aurigae A är en gul till vit stjärna i huvudserien av spektralklass F5 V. Den är i sig själv en dubbelstjärna som består av två stjärnor med liknande massa, ungefär 1,5 gånger solens massa vardera, med en omloppsperiod på 8,08 år. 5 Aurigae A har en radie som är ca 2,7 solradier och utsänder ca 12 gånger mera energi än solen från dess fotosfär vid en effektiv temperatur på ca 6 600 K.
Det yttre paret har en omloppsperiod på 1 588 år med en excentricitet av 0,536. Följeslagaren 5 Aurigae B är en stjärna av magnitud 9,50 med en vinkelseparation av 4,10 bågsekunder från primärstjärnan vid en positionsvinkel på 285° år 2017.